# 邬挺生

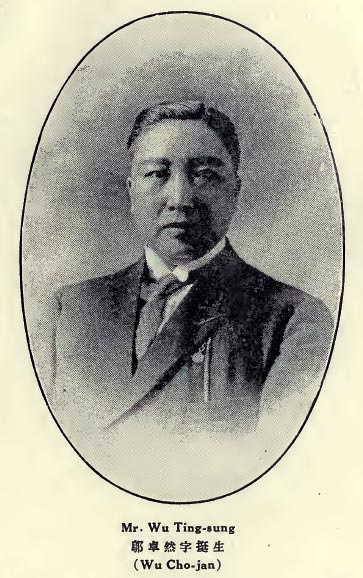
邬挺生像

邬挺生（1877年—1935年），民国时期买办、银行家、实业家，有“烟草大王”之称。名卓然，字挺生，以字行，浙江奉化西坞镇人。曾发起创办中国最早烟草科研机构，是中国烟草产业的先驱。 

## 生平
光绪二年（1877年），生于大清浙江省宁波府奉化县（今宁波市奉化区）西坞镇基督教家庭。早年随家人移居上海，就读于上海中西书院，1900年，任职于上海老晋隆洋行，当跑街。1902年，受聘世界烟草巨头英美烟草公司上海分公司，初担任大班，后为该公司在中国的买办，中国分公司董事长。
1907年，环球旅行，是首位环球旅行的中国人。
1911年，随上海市商会组织的中国商业团访问美国，考察实业。1913年，出任中华民国财政部调查卷烟税专员。
1917年，在上海创办协和贸易公司，自任总经理。曾发起成立百货商业银行，于1921年正式开业。1922年，担任南洋兄弟烟草公司营业部经理。同年被任命为中国全国纸烟捐务总局总稽核。1927年，出任浙江省研究公卖局驻沪办事处处长。1928年，选举为上海市卷烟工业同业公会第一届执委。1928年，出任华商烟厂联合会会长。1932年，创办许昌烟叶公司，任董事长兼总经理。1932年，发起组织美种烟叶改良委员会，首次引进美国烟草品种种植。
1935年，在许昌遭暗杀身亡。

## 慈善和社会活动
- 曾参与发起筹建鄞奉公路。
- 曾发起成立奉化旅沪同乡会，曾被推为会长。

## 家庭
家人有：
- 父：邬采芹（一名香村）：牧师、医生
- 姐妺：鄔漱隱(趙錫恩妻)[5]
- 妻：丁组云
- 有五子六女
  - 长子：邬申熊，友成烟草公司经理
    - 孙：邬承恩
      - 曾孙女：邬学敏
      - 曾孙女：邬学毅

    - 孙：邬承伟
      - 曾孙：邬学宁

  - 三子：邬申鹏，许昌烟叶公司协理
  - 四子：邬申鹄
    - 孙：邬承业
      - 曾孙女：邬君梅，著名演员
      - 曾孙女：邬君宜

    - 孙：邬承基
      - 曾孙：邬君能
- 弟：邬彬生，实业家

另有族人邬志坚、邬友正等二战后活跃于香港，为香港著名实业家。